# 嵇辽拉
列奥纳德·谢尔盖耶维奇·贝列罗莫夫（俄语：Леонард Сергеевич Переломов，1928年12月5日—2018年9月14日），中文名嵇辽拉，是俄罗斯自然科学院院士，国际儒学联合会俄罗斯分会主席，俄罗斯科学院远东研究所孔子基金会会长，被称为“莫斯科的孔夫子”。

## 生平
1928年，嵇辽拉出生在俄罗斯莫斯科，母亲是俄罗斯西伯利亚人贝列罗莫娃，他的父亲嵇直是中国人。早年的嵇直在中国镇江从事革命活动，1926年被中国共产党中央委员会派到苏联学习工作，嵇直就在海参崴遇见和爱上了贝列罗莫娃，并且参加了苏德战争，后来嵇直是苏共中央《毛泽东选集》翻译组成员。

1951年，嵇辽拉毕业于莫斯科东方学院。并以《秦帝国之建立与覆亡》获得副博士学位。后留学中国，恩师是顾颉刚。

1970年，嵇辽拉以《法家与中国第一个集权国家之形成》获得博士学位。
1973年，中国大陆“批林批孔运动”波诡云谲，嵇辽拉从苏联科学院东方学研究所调至远东研究所，专事儒学研究。中国大陆学术界认为他是苏修尊孔反华的代言人，冠之以“莫斯科的孔老二”、“反华小丑”等称号。
2004年，嵇辽拉新著俄文版《四书》被普金赠送给胡锦涛。
2018年9月14日在莫斯科去世。

## 作品

### 著作
- 1956年，《奴隶制的时代》
- 1962年，《秦帝国：中国第一个中央集权国家》
- 1983年，《中央集权帝国时代的古代中国人》
- 1992年，《孔夫子的格言》
- 1993年，《孔夫子：生活、学说及命运》

### 译著
- 1968年，《商君书》
- 1998年，《论语》
- 2004年，《四书》